# Autoportrait avec deux élèves
L’Autoportrait avec deux élèves est une peinture d'Adélaïde Labille-Guiard réalisé en 1785 la représentant dans son atelier avec deux de ses élèves, Marie-Gabrielle Capet et Marie-Marguerite Carreaux de Rosemond.
Présenté en 1785 au Salon de peinture et de sculpture, il s'agit du premier portrait de groupe en pied de l'artiste.
Le tableau est conservé depuis 1953 dans les collections du Metropolitan Museum of Art à New York.
Cette œuvre a été interprétée comme un plaidoyer en faveur de la place des femmes en peinture, en particulier pour leur admission en plus grand nombre à l'Académie royale de peinture et de sculpture, où ce nombre était limité à quatre.

## Description

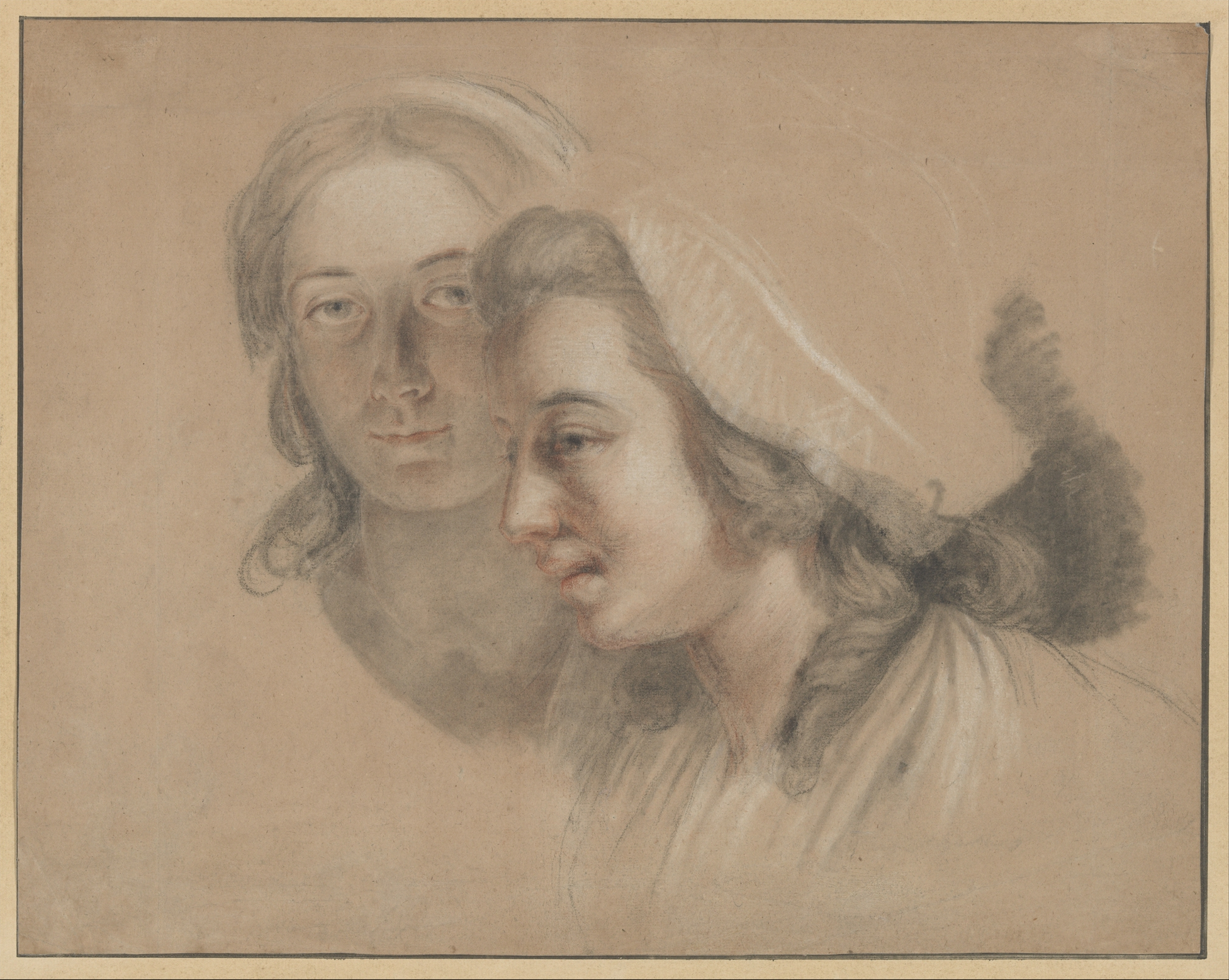
Étude des têtes de Marie Gabrielle Capet et Marie Marguerite Carreaux de Rosemond pour lAutoportrait avec deux élèves

Le tableau représente Adélaïde Labille-Guiard, assise et en costume de ville, en train de peindre devant son chevalet, sous les yeux de deux de ses élèves, Marie-Gabrielle Capet et Marie-Marguerite Carreaux de Rosemond, debout derrière elle.

## Historique
L’Autoportrait avec deux élèves, conservé par l'artiste, passe à sa mort en 1803 à son second époux, le peintre François-André Vincent, qui le lègue ensuite à son beau-frère Marie François Griois. L'œuvre demeure ensuite dans la famille Griois jusqu'en 1905, avant de passer dans les mains de différents collectionneurs. En 1953, le tableau est donné au Metropolitan Museum of Art à New York par Julia A. Berwind.

## Œuvres liées

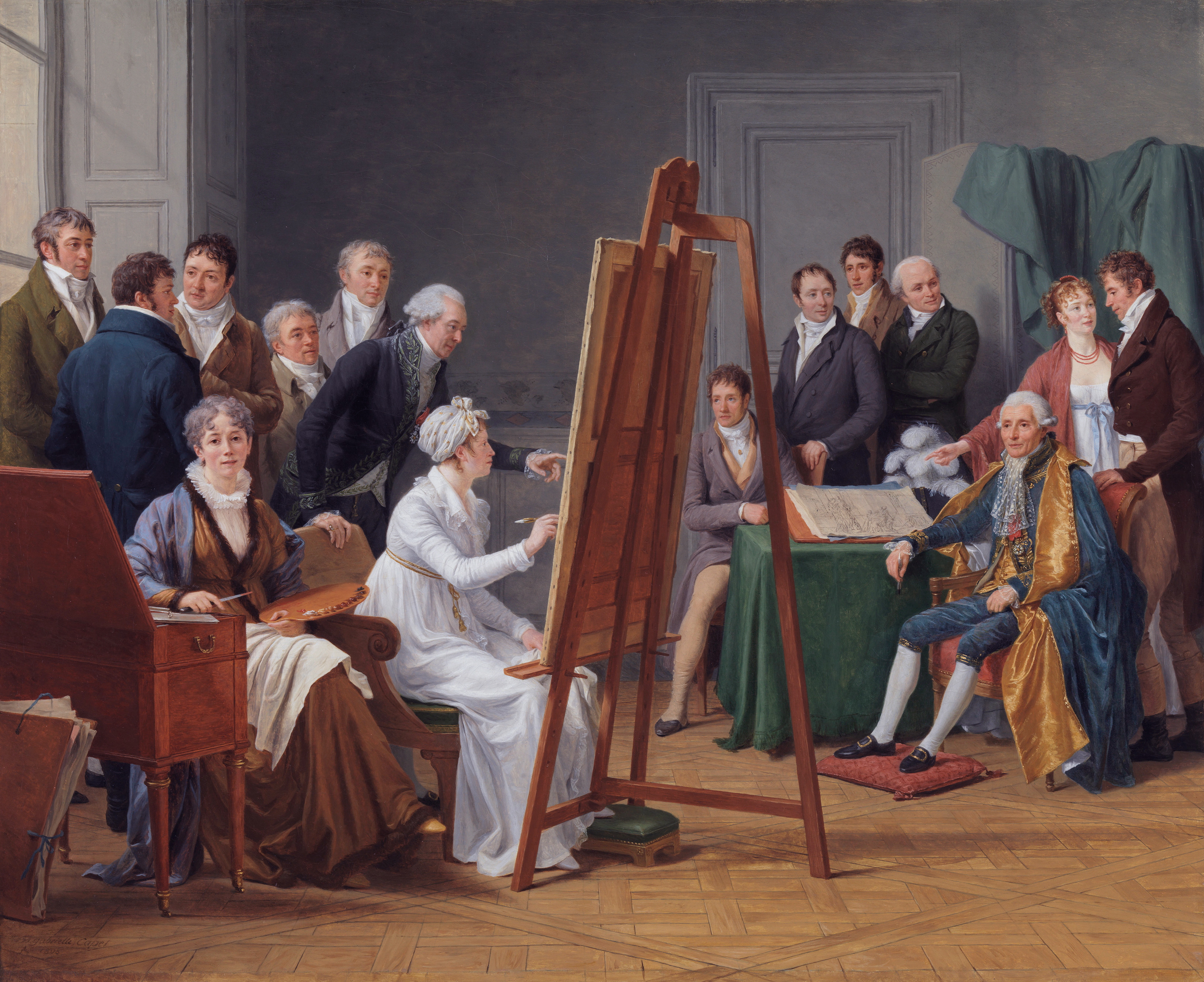
L'Atelier de madame Vincent en 1800, 1808, par Marie-Gabrielle Capet